# Jurassic Park Interactive
Jurassic Park Interactive va ser un videojoc d'acció amb estratègia basat en la pel·lícula de 1993 Parc Juràssic. Va ser publicat el 1994 exclusivament per a 3DO Interactive Multiplayer gràcies a Universal Interactive. Durant la vida curta de la consola, Jurassic Park Interactive va ser un dels videojocs estrella del sistema, estava previst que fora un títol de llançament, i fou l'únic videojoc de Parc Juràssic en utilitzar metratge real de la pel·lícula.
El Electronic Gaming Monthly va qualificar-lo amb un 7,75 de 10, si bé posteriorment obtingué un 9 de 10 en el seu Videogame Buyer's Guide de 1995.

## Jugabilitat
La interfície del jugador permet moure's gràcies a un mapa de l'illa en pantalla, com també la col·lecció 5 Minijocs programats per Dennis Nedry. Els jugadors han de trobar diversos convidats a l'illa, presentat per nivells, que entre ells, un permet la fugida d'un Tyrannosaurus amb un jeep, l'altre és escapar d'un petit edifici ple de Raptors, o disparant Dilophosaurus amb una pistola elèctrica. El final del joc ve quan el jugador ha col·locat a tots els convidats a la pista d'helicòpters i superant els Minijocs.
Es pot triar la dificultat del joc (Normal, Difícil o Expert).